# La Guerre des plaines bleues
La Guerre des plaines bleues est un roman de science-fiction pour la jeunesse de Jean-François Chabas, publié le 16 janvier 2002.

## Résumé
2061 : La 3e Guerre Mondiale débute. Les ressources de pétrole sont épuisées. Des chercheurs découvrent une mystérieuse plante, la fleur bleue. Cette plante a pour particularité d'être à double emploi : avec sa fleur, on fabrique un carburant qui remplace le pétrole et avec sa tige et ses racines, fabrique une nourriture riche en protéines et minéraux. Très vite, les États se l'arrachent et en plantent en abondance. La fleur est facilement cultivable, mais l'appât du gain vaut bien plus que quelques millions de vies humaine. Les Etats d’Amérique (ensemble des pays Nord-Américains), les États d'Afrique et l'Océanie possède leurs propres terres.Ce n'est pas le cas pour le continent euro-asiatique et la guerre débute entre l'Euroconfed (ensemble de pays Européens) et la Panasia (ensemble de pays asiatiques) pour s'arracher le plus de terres cultivables.

## Thèmes

### Les armes
Plusieurs armes sophistiquées sont utilisées par les personnages :
- carabines à fusion (euroconfed) ;

- les suceurs interdites depuis 2052, toujours utilisé illégalement par les jaunes. Elle se déclenchent si on est à moins de deux mètres, vous piquent avec une seringue et vous neutralisent (toute tentative pour retirer la seringue tue la victime) .

### Les véhicules
Des véhicules de transport permettent de situer l'action dans un avenir proche :
- les chouettes gros avions à décollage vertical (utilisés dans le transport de recrues dans les bases de l'euroconfed) ;
- les scooters  (moyenne de véhicules utilisés lors de patrouilles).